# Get on the Bus (bài hát)
"Get on the Bus" (Tạm dịch: "Hãy leo lên chuyến xe Bus này") là ca khúc được trình bày bởi Destiny's Child và được phát hành với tư cách là đĩa đơn thứ ba của nhóm. Ca khúc được hát rap và sản xuất bởi Timbaland và được làm nhạc phim của Why Do Fools Fall in Love (1998). Trước đó, đĩa đơn đầu tay của Melanie B, "I Want You Back" đã được định làm nhạc phim của Why Do Fools Fall in Love. Ca khúc nằm ở vị trí 15 tại Anh, Hà Lan và vị trí 60 trên bảng xếp hạng tại Đức. Đĩa đơn không được quảng bá rộng rãi tại Mỹ hoặc những thị trường âm nhạc lớn, vì vậy, ca khúc chỉ nhận được một vài lần phát trên sóng phát thanh nhạc Urban tại Mỹ và nằm ở vị trí 63 trên bảng xếp hạng US Hot R&B/Hip-Hop Airplay chart. Video ca nhạc của bài hát được đạo diễn bởi Earle Sebastian, và bài hát này cũng nằm trong phiên bản Quốc tế của album "The Writing's on the Wall" với tư cách là ca khúc tặng kèm.
Trong bài hát này cũng có một vài phần lặp lại từ những bài hát trước được Timbaland thực hiện, như phần tiếng chim hót tương tự như trong ca khúc của Aaliyah, "Are You That Somebody?".
Dù ca khúc không dành nhiều thành công đến Destiny's Child, nhưng ca khúc vẫn nằm trong tour diễn thế giới năm 2001-2002 của nhóm là Destiny's Child World Tour.

## Video ca nhạc
Video chủ yếu chiếu cảnh Destiny's Child đang trình diễn trong một căn phòng màu trắng và trong một căn phòng đựng lốp xe. Tất cả các thành viên trong video đều mặt váy trắng. Timbaland cũng đã xuất hiện cùng phần trình diễn rap của mình.
Video ca nhạc này chưa từng nằm trong các tuyển tập video của nhóm, tặng kèm trong các CD và cũng không xuất hiện trong DVD của Why Do Fools Fall in Love.

## Danh sách ca khúc
Đĩa CD tại Anh 7559-63780-2 / E3780CD
1. "Get on the Bus" (Bản Radio) (cùng Timbaland) - 4:08
2. "Get on the Bus" (Bản Radio/Không Rap) - 3:23
3. "Illusions" (Destiny Club Mix)1 - 8:05

Đĩa Maxi châu Âu
1. "Get on the Bus" (Bản Radio) (cùng Timbaland) - 4:08
2. "Get on the Bus" (Bản Radio/Không Rap) - 3:23
3. "Birthday" - 5:13

Ghi chú
- 1 Đây là phiên bản phối lại của ca khúc kèm theo bản thu âm thứ hai của nhóm, chịu trách nhiệm bởi Maurice Joshua. Phần chính của bản thu âm đồng thời còn được dùng trong ca khúc "DubiLLusions", nằm trong ấn bản phát hành lại của "Destiny's Child".

## Những người thực hiện
- Giọng chính: Beyoncé Knowles (1 lời) và Kelly Rowland (1 lời)
- Hát bè: Kelly Rowland, LeToya Luckett, Beyoncé Knowles, và LaTavia Roberson
- Hướng dẫn thanh nhạc: Beyoncé Knowles, Kelly Rowland, LeToya Luckett, LaTavia Roberson, và Timbaland

## Xếp hạng
| Bảng xếp hạng (1998/1999) | Vị trí |
| ------------------------- | ------ |
| Hà Lan (Single Top 100)   | 18     |
| Đức (GfK)                 | 60     |
| Anh Quốc (OCC)            | 15     |